# Viennese Waltzes for Dancing
Viennese Waltzes for Dancing è un album a nome Lawrence Welk and His Champagne Music, pubblicato dalla casa discografica Coral Records nel 1954.

## Tracce

### LP
Lato A (MG 3809)
1. Emperor's Waltz (musica: Johann Strauss)
2. Gold and Silver (musica: Franz Lehár)
3. Wiener Blut (musica: Johann Strauss)
4. Dolores (musica: Émile Waldteufel)

Lato B (MG 3810)
1. Liebesfreud (musica: Fritz Kreisler)
2. Lilbesleid (Love's Sorrow) (musica: Fritz Kreisler)
3. Schön Rosmarin (musica: Fritz Kreisler)
4. Caprice Viennois (musica: Fritz Kreisler)

- Durata brani non indicati

## Musicisti
- Lawrence Welk – direttore d'orchestra
- Myron Floren – accordion
- altri componenti dell'orchestra non accreditati [1]